# Hip Shot (Warm Guns-sang)
"Hip Shot" er en single af det danske band Warm Guns fra minialbummet First Shot Live, udgivet i 1979. Begge sider af singlen er optaget ved Warm Guns debutkoncert 2. juledag 1978 i Århus Musikteater.

## Trackliste
1. "Hip Shot" (Muhl)  – 2:34
2. "Elevator" (Muhl) – 3:15

## Medvirkende
- Lars Muhl - vokal og piano
- Lars Hybel - guitar og kor
- Per Møller - guitar og kor
- Jacob Perbøll - bas
- Jens G. Nielsen - trommer